# Jason Simmons
Ne doit pas être confondu avec Jaason Simmons.
Pour les articles homonymes, voir Simmons.
Jason Patrick Simmons est un acteur américain né le 19 septembre 2002 en Californie. Il est connu pour avoir joué, en alternance avec son frère Kristopher Simmons, le rôle de Wyatt Matthew Halliwell dans Charmed.

## Famille
Jason est le cadet d'une fratrie de trois garçons. Né une minute avant son frère jumeau Kristopher Simmons, il hérite son deuxième prénom de son demi-frère, Patrick Simmons (né en 1996).
Sa mère, Maria Simmons, est d'origine équatorienne. Jason comprend très bien l'espagnol et le parle depuis peu.

## Carrière
Tout commence pour Jason lorsque sa mère décide d'entrer dans un club pour mères de jumeaux alors qu'il n'avait pas un an. À partir de là, il est très vite repéré et, à l'âge de 7 mois, il est retenu par les producteurs de la série Charmed pour jouer, à tour de rôle avec son frère Kristopher, le fils de Piper et Léo, Wyatt Matthew Halliwell, le temps d'un seul épisode de la saison 5 (Le Nécromancien.
Finalement, ils sont tous les deux rappelés par Aaron Spelling pour jouer le petit Wyatt durant la saison 6, jusqu'à la fin de la série, en mai 2006. Ils avaient 3 ans et demi.
Puis en 2007, Jason pose pour la société d'emballage de jeu de société Cranium et enchaîne la même année avec le magazine Ralph Lauren pour la collection automne-hiver. En 2008, il continue en posant de nouveau pour le magazine Hanna Andersson avec une gamme de vêtements spécial Halloween.
Cette même année, il fait son retour sur le petit écran en décrochant le rôle de l'un des jumeaux Maurice et Ralston lors d'une scène flask-back de la saison 2 de Pushing Daisies. C'est lors de ce tournage que Jason interprète, pour la première fois, un rôle qu'il ne partage pas avec son frère Kristopher.

## Filmographie
- 2003–2006 : Charmed : Wyatt Matthew Halliwell (saisons 5 à 8)
- 2008 : Pushing Daisies : Maurice et Ralston enfant (saison 2)
- 2013 : How I Met Your Mother : Jumeaux Cristalli #1 (saison 8, épisode 23)